# 페드루 파수스 코엘류
페드루 파수스 코엘류(Pedro Manuel Mamede Passos Coelho 페드루 마누엘 마메드 파수스 코엘류[*], 페드루 마누엘 파수시 쿠엘류 [ˈpeðɾu mɐnuˈɛɫ ˈpasuʃ kuˈeʎu], 문화어: 뻬드루 빠쑤스 꼬엘유, 1964년 6월 24일 ~ )는 포르투갈의 정치인이다. 또한 페드루 파수스 코엘류는 사회민주당의 전 총재이며, 2011년 6월 21일부터 2015년 11월 26일까지 총리로 재직하였다.